# کامو هوهانیسیان (نوازنده ویولن)
کامو گِدِونی هوهانیسیان (ارمنی: Կամո Գեդեոնի Հովհաննիսյան؛  ۲۳ سپتامبر ۱۹۴۵) یک نوازنده ویولن اهل ارمنستان است. وی از سال میلادی تاکنون مشغول فعالیت بوده است.

## زندگی‌نامه
وی در ۲۳ سپتامبر ۱۹۴۵ در ایروان به دنیا آمد و از کالج دولتی موسیقی رومانوس ملیکیان) (۱۹۶۶) و کنسرواتوار دولتی کومیتاس ایروان (۱۹۷۲) فارغ‌التحصیل شد. وی در تالار آکادمی ملی اپرا و باله آلکساندر اسپنداریان فعالیت می‌کرد. وی همچنین برندهٔ جوایزی همچون چهره فرهنگی شایسته جمهوری ارمنستان، مدال موسس خورناتسی و مدال طلای وزارت فرهنگ جمهوری ارمنستان شده است.